# Trechnites angolensis
Trechnites angolensis är en stekelart som beskrevs av Prinsloo 1981. Trechnites angolensis ingår i släktet Trechnites och familjen sköldlussteklar.
Artens utbredningsområde är Angola. Inga underarter finns listade i Catalogue of Life.